# این جهنم
«این جهنم» (به انگلیسی: This Hell) ترانه‌ای از خوانندهٔ ژاپنی رینا ساوایاما می‌باشد که در دومین آلبوم استودیویی وی تحت عنوان هوای دختر را داشته باش (۲۰۲۲) قرار دارد. این اثر در ۱۸ مهٔ سال ۲۰۲۲ به‌عنوان تک‌آهنگ اصلی آلبوم منتشر گردید.